# Ålkistans värdshus

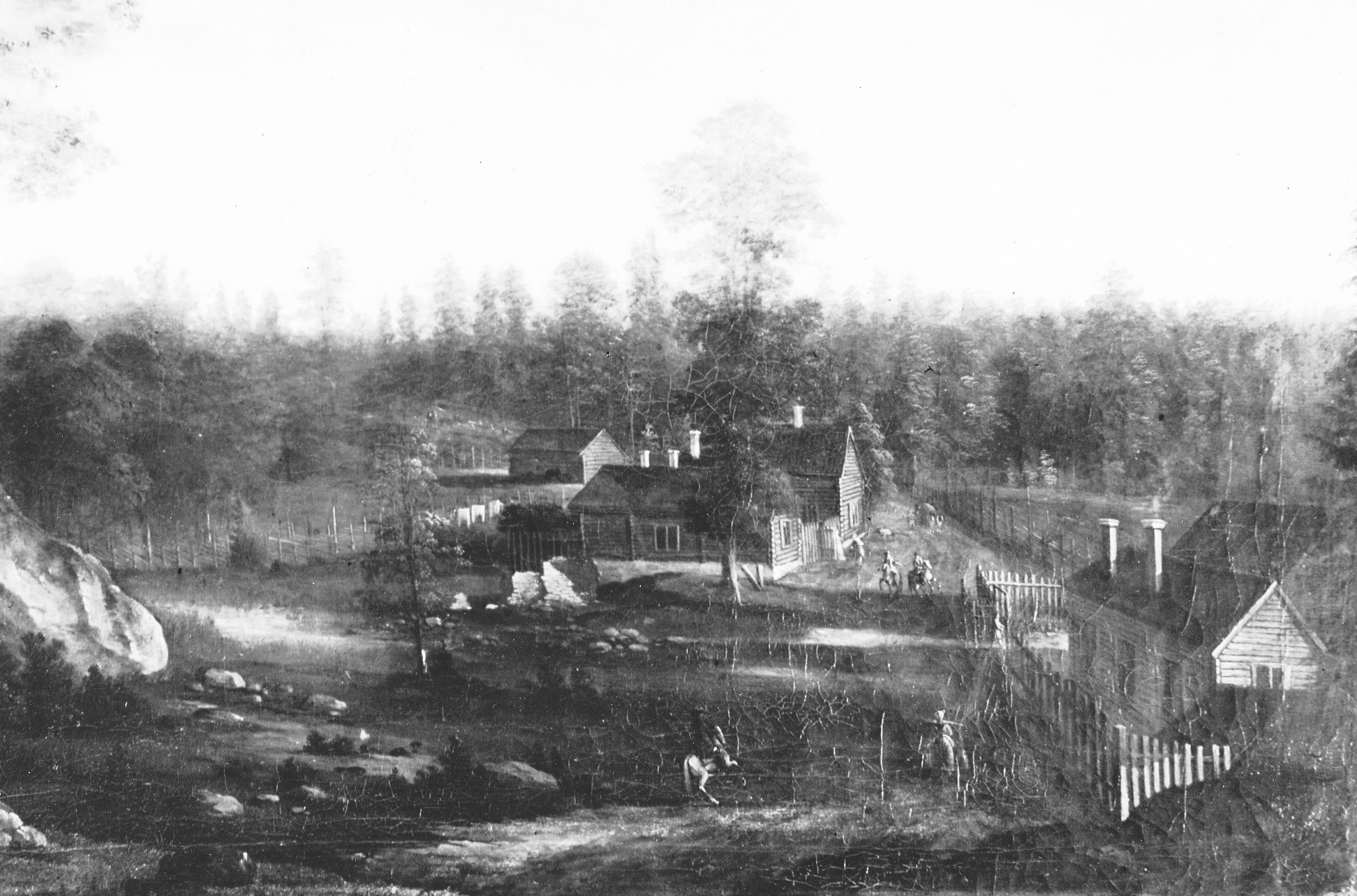
Roslagsvägen vid Ålkistan norrut, 1760-tal. Mitt i bild syns värdshuset Ålkistan och längst ner till höger mjölnarstugan.

Ålkistans värdshus låg vid Roslagsvägen på norra sidan av Ålkistan i nuvarande Solna kommun. Värdshuset tillkom i början av 1700-talet och revs på 1880-talet.

## Historik

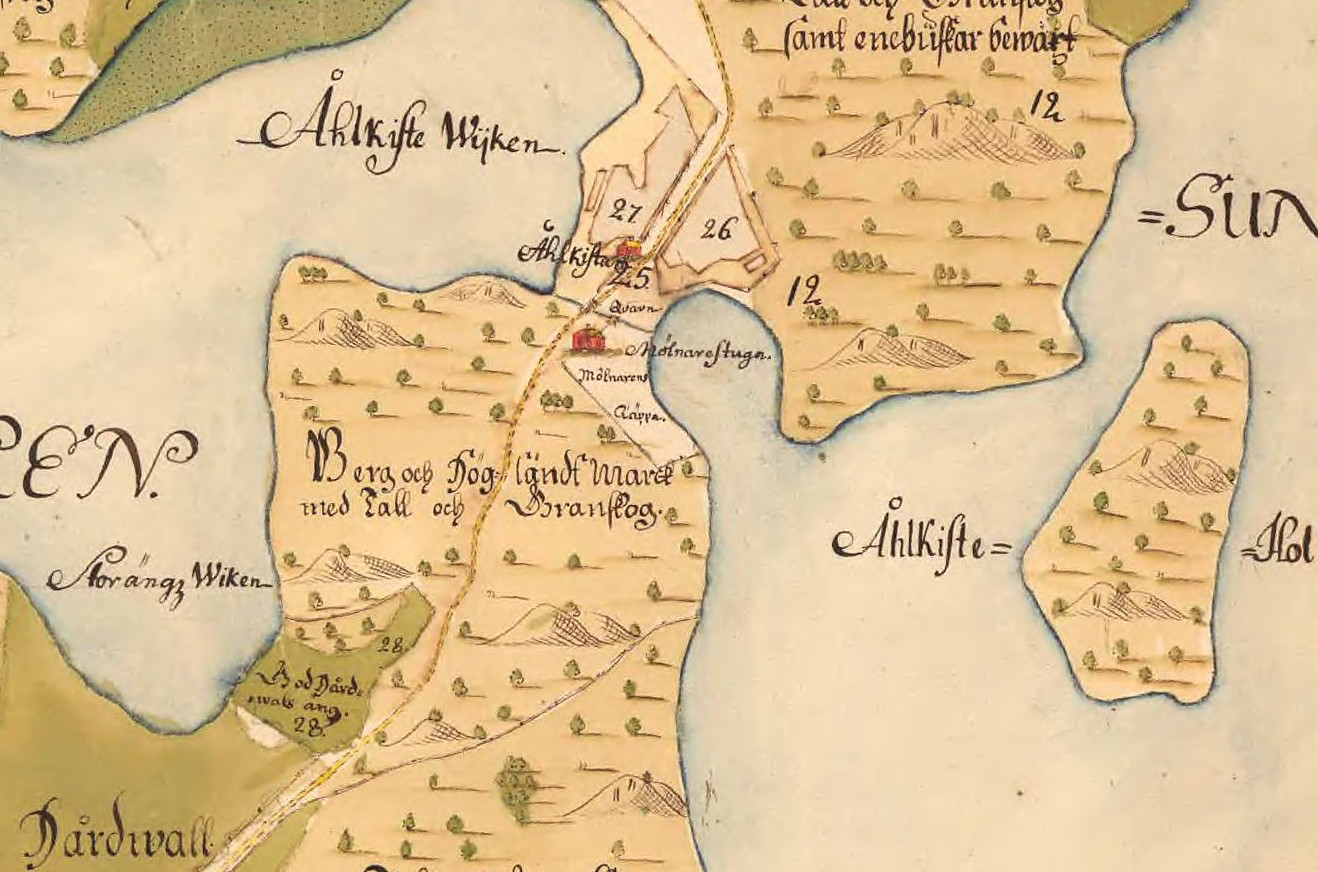
Ålkistan, Ålkistans värdshus, kvarnen och mjölnarstugan, 1709.

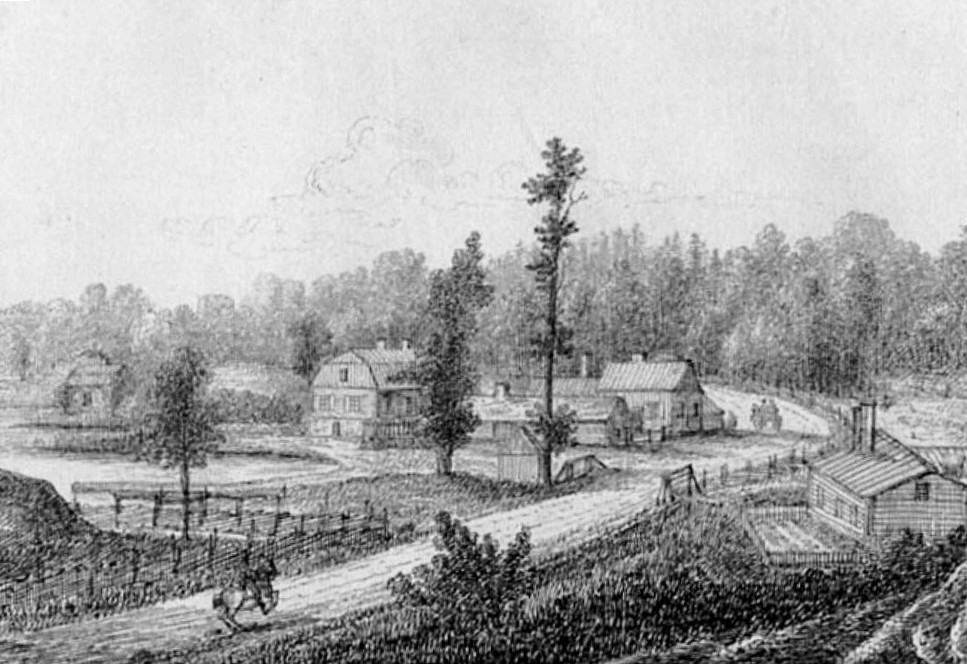
På den norra sidan ses värdshuset Ålkistan och på den södra mjölnarstugan. Teckning från 1816 av Axel Fredrik Cederholm.

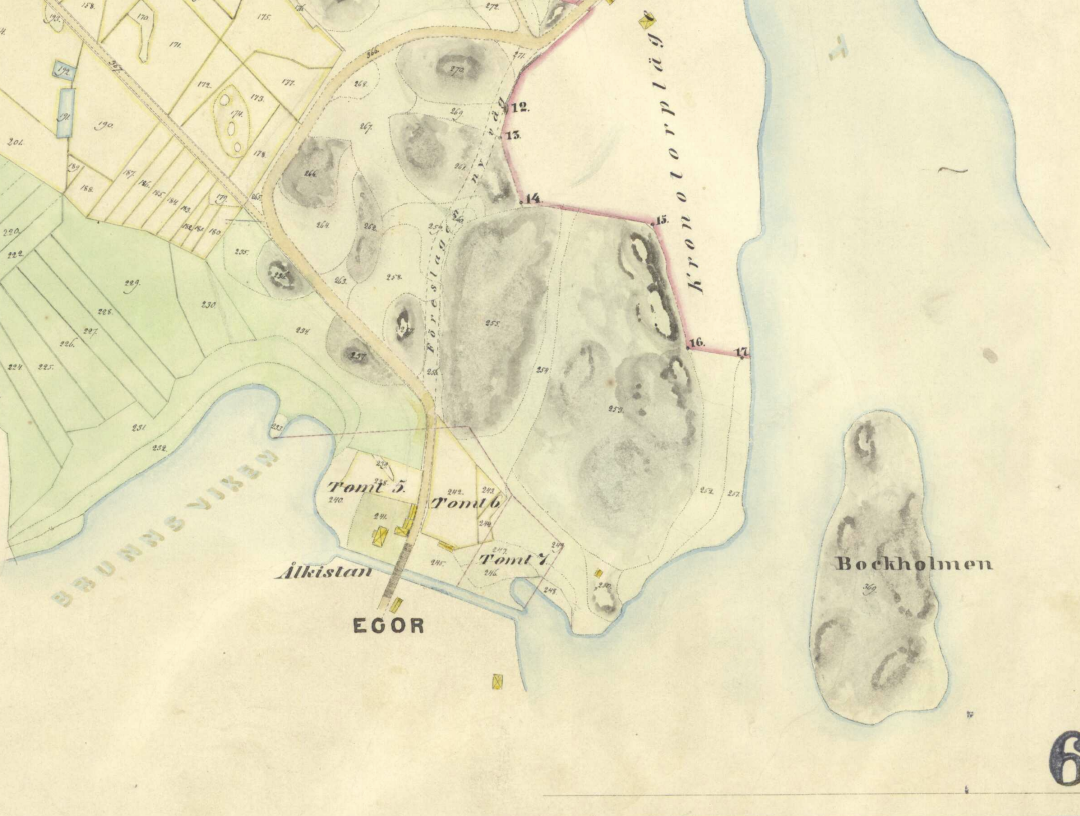
Karta över Ålkistan 1863, med tomterna inritade.

Trakten kring Ålkistan var historiskt betydelsefull ur ett kommunikationsperspektiv  för både sjö- och landtrafik. Kring strategiska knutpunkter i det äldre vägnätet och längs farlederna var krogar och värdshus vanliga. Här vid Ålkistan korsade en viktig färdväg (nuvarande Roslagsvägen) vattendraget Ålkistebäcken,  1865 utbyggt till kanal, mellan Brunnsviken och Saltsjön. Härifrån nåddes även Bergshamra gård och Ulriksdals slott. 
Norr om Ålkistan etablerades i början av 1700-talet ett sedermera välkänt gästgiveri som då lydde under Bergshamra gård. Värdshuset och dess trädgårdstäppa mot Brunnviken syns på en karta från 1709. Söder om Ålkistan fanns samtidigt en mjölnarstuga som hörde till en vattenkvarn i Ålkistebäcken. Av samtida illustrationer framgår att värdshusbebyggelsen bestod av några knuttimrade hus väster om landsvägen.
I början av 1800-talet arrenderades stället av Benjamin Grafström som verkade under många år som källarmästare på Hagalunds värdshus och på föregångaren till dagens Ulriksdals värdshus. När Stockholm–Rimbo Järnvägsaktiebolag anlade Roslagsbanan på 1880-talet revs värdshuset.